# Mesonychium violaceum
Mesonychium violaceum är en biart som först beskrevs av Heinrich Friese 1900.  Mesonychium violaceum ingår i släktet Mesonychium och familjen långtungebin. Inga underarter finns listade i Catalogue of Life.